# 加賀爪上杉家
加賀爪上杉家（羅馬字：Kagatsumeuesugike）是日本氏族之一。關東管領上杉氏的一族。別稱加加爪氏（加々爪氏）。

## 概略
上杉氏是藤原北家勸修寺流中的名家。加賀爪家是八條上杉家的上杉滿定末裔。滿定的兒子政定被今川範政收為猶子，以後就成為駿河的土豪，政定的兒子忠定就改稱加賀爪。後來成為德川家旗本，發跡後一時間成為譜代大名，不過之後被改易。

## 歷代當主
1. 上杉政定
2. 加賀爪忠定
3. 加賀爪政泰
4. 加賀爪泰定
5. 加賀爪政豐
6. 加賀爪政尚
7. 加賀爪忠澄
8. 加賀爪直澄
9. 加賀爪直清